# Pusta Hreblea, Korop
Pusta Hreblea (în ucraineană Пуста Гребля) este un sat în comuna Atiușa din raionul Korop, regiunea Cernihiv, Ucraina.

## Demografie
Componența lingvistică a localității Pusta Hreblea
     Ucraineană (99,53%)
Conform recensământului din 2001, majoritatea populației localității Pusta Hreblea era vorbitoare de ucraineană (99,53%), existând în minoritate și vorbitori de alte limbi.